# Merry Christmas II You
Merry Christmas II You là album nhạc Giáng sinh thứ hai, cũng là album phòng thu thứ 13 của ca sĩ người Mỹ Mariah Carey. Album được phát hành vào ngày 1 tháng 11 năm 2010 có bốn bài hát gốc, trong đó bao gồm các liên khúc của một vài bản Giáng sinh truyền thống, và một phiên bản mới của bản hit "All I Want for Christmas Is You" (1994).

## Danh sách bài hát
| STT              | Nhan đề                                                                         | Sáng tác                                                                      | Sản xuất                                        | Thời lượng |
| ---------------- | ------------------------------------------------------------------------------- | ----------------------------------------------------------------------------- | ----------------------------------------------- | ---------- |
| 1.               | "Santa Claus Is Coming to Town" (Giới thiệu)                                    | J. Fred Coots, Haven Gillespie                                                | Mariah Carey, Marc Shaiman                      | 0:23       |
| 2.               | "Oh Santa!"                                                                     | Carey, Jermaine Dupri, Bryan-Michael Cox                                      | Mariah Carey, Jermaine Dupri, Bryan-Michael Cox | 3:31       |
| 3.               | "O Little Town of Bethlehem" / "Little Drummer Boy" (Medley)                    | Phillips Brooks, Lewis Redner / Katherine Davis, Henry Onorati, Harry Simeone | Mariah Carey, Big Jim, Randy Jackson            | 3:32       |
| 4.               | "Christmas Time Is in the Air Again"                                            | Carey, Shaiman                                                                | Mariah Carey, Marc Shaiman                      | 3:02       |
| 5.               | "The First Noel" / "Born Is the King" (Xen kẽ)                                  | Truyền thống                                                                  | Mariah Carey, Big Jim, Randy Jackson            | 4:33       |
| 6.               | "When Christmas Comes"                                                          | Carey, James Poyser                                                           | Mariah Carey, James Poyser                      | 4:46       |
| 7.               | "Here Comes Santa Claus (Right Down Santa Claus Lane)" / "Housetop Celebration" | Gene Autry, Oakley Haldeman / Benjamin Hanby                                  | Mariah Carey, Jermaine Dupri, Bryan-Michael Cox | 3:28       |
| 8.               | "Charlie Brown Christmas"                                                       | Vince Guaraldi, Lee Mendelson                                                 | Mariah Carey, Big Jim, Randy Jackson            | 2:49       |
| 9.               | "O Come All Ye Faithful" / "Hallelujah Chorus" (hợp tác với Patricia Carey)     | John Francis Wade, George Frideric Handel                                     | Mariah Carey, Big Jim, Randy Jackson            | 3:38       |
| 10.              | "O Holy Night" (Bản trực tiếp từ WPC ở Los Angeles)                             | Adolphe Adam, John Sullivan Dwight                                            | Walter Afanasieff, Mariah Carey                 | 5:00       |
| 11.              | "One Child"                                                                     | Carey, Shaiman                                                                | Mariah Carey, Marc Shaiman                      | 4:26       |
| 12.              | "All I Want for Christmas Is You" (Extra Festive)                               | Carey, Afanasieff                                                             | Mariah Carey, Big Jim, Randy Jackson            | 4:02       |
| 13.              | "Auld Lang Syne" (Thánh ca mừng Năm mới)                                        | Robert Burns, Carey, Jackson, Johnny Severin                                  | Mariah Carey, RedOne                            | 3:48       |
| Tổng thời lượng: | Tổng thời lượng:                                                                | Tổng thời lượng:                                                              | Tổng thời lượng:                                | 46:58      |

| Bonus track bản đặc trước trên iTunes | Bonus track bản đặc trước trên iTunes | Bonus track bản đặc trước trên iTunes | Bonus track bản đặc trước trên iTunes |
| STT                                   | Nhan đề                               | Sáng tác                              | Thời lượng                            |
| ------------------------------------- | ------------------------------------- | ------------------------------------- | ------------------------------------- |
| 14.                                   | "Oh Santa!" (Remix)                   | Carey, Cox, Dupri                     | 3:53                                  |

| Bonus track mở rộng trênAmazon | Bonus track mở rộng trênAmazon | Bonus track mở rộng trênAmazon | Bonus track mở rộng trênAmazon |
| STT                            | Nhan đề                        | Sáng tác                       | Thời lượng                     |
| ------------------------------ | ------------------------------ | ------------------------------ | ------------------------------ |
| 14.                            | "Oh Santa!" (Low Sunday Edit)  | Carey, Cox, Dupri              | 4:09                           |

| Bonus track tại Nhật | Bonus track tại Nhật             | Bonus track tại Nhật | Bonus track tại Nhật |
| STT                  | Nhan đề                          | Sáng tác             | Thời lượng           |
| -------------------- | -------------------------------- | -------------------- | -------------------- |
| 14.                  | "Oh Santa!" (Jump Smokers Remix) | Carey, Cox, Dupri    | 3:53                 |

| DVD bản cao cấp tại Home Shopping Network | DVD bản cao cấp tại Home Shopping Network     | DVD bản cao cấp tại Home Shopping Network |
| STT                                       | Nhan đề                                       | Thời lượng                                |
| ----------------------------------------- | --------------------------------------------- | ----------------------------------------- |
| 1.                                        | "Hậu trường thực hiện Merry Christmas II You" |                                           |
| 2.                                        | "Phỏng vấn Mariah Carey"                      |                                           |
| 3.                                        | "Hậu trường thực hiện Merry Christmas II You" |                                           |
| Tổng thời lượng:                          | Tổng thời lượng:                              | 30:01                                     |

## Xếp hạng
| Bảng xếp hạng (2010)            | Vị trí cao nhất |
| ------------------------------- | --------------- |
| Australian Albums Chart         | 27              |
| Austrian Albums Chart           | 45              |
| Belgian Albums Chart (Flanders) | 87              |
| Belgian Albums Chart (Wallonia) | 85              |
| Canadian Albums Chart           | 14              |
| Dutch Albums Chart              | 52              |
| French Albums Chart             | 82              |
| German Albums Chart             | 77              |
| Greek Albums Chart              | 22              |
| Hungarian Albums Chart          | 30              |
| Italian Albums Chart            | 41              |
| Japanese Albums Chart           | 24              |
| Spanish Albums Chart            | 56              |
| Swedish Albums Chart            | 40              |
| UK Albums Chart                 | 101             |
| U.S. Billboard 200              | 4               |
| U.S. R&B/Hip-Hop Albums         | 1               |
| U.S. Holiday Albums             | 1               |

| Quốc gia                                  | Chứng nhận | Số đơn vị/doanh số chứng nhận |
| ----------------------------------------- | ---------- | ----------------------------- |
| Hoa Kỳ (RIAA)                             | Vàng       | 500.000^                      |
| ^ Chứng nhận dựa theo doanh số nhập hàng. |            |                               |

| Bảng xếp hạng (2010)        | Vị trí |
| --------------------------- | ------ |
| South Korea (Album quốc tế) | 3      |